# Крицький Павло Митрофанович
Крицький Павло Митрофанович (рос. Павел Митрофанович Крицкий; 3 листопада 1868, с. Мала Дівиця — 17 грудня 1945, Прага) — полковник Армії УНР.

## Життєпис
Народився у дворянській родині у с. Мала Дівиця Прилуцького повіту Полтавської губернії.
Закінчив Прилуцьку гімназію (1888 рік), Московські військово-училищні курси (1893 рік), офіцерську військово-електротехнічну школу (1896 рік), Офіцерську повітроплавну школу (1901 рік).
У складі 7-го саперного батальйону брав участь у Китайському поході 1900—1901 рр. У складі 1-го Східно-Сибірського саперного батальйону брав участь у Російсько-Японській війні 1904—1905 рр. З 1 жовтня 1909 року — підполковник.
З 20 квітня 1914 року — командир 4-ї авіаційної роти. З 20 березня 1915 року — командир фортечної Новогеоргіївської повітроплавної роти. 7 серпня 1915 року у складі залоги Новогеоргіївської фортеці потрапив у німецький полон. Повернувся з полону 12 жовтня 1918 року.
З 20 жовтня 1918 року — помічник командира Херсонсько-миколаївського науково-повітроплавного загону Армії Української Держави. З 12 листопада 1918 року — начальник відділу повітроплавного управління Головного інженерного управління Військового міністерства Української Держави.
З 15 грудня 1918 року — тимчасово в.о. інспектора повітроплавства УНР. З 15 січня 1919 року — інспектор повітроплавства УНР. 16 листопада 1919 року, після розформування інспекції, був приділений до закордонного відділу Генерального штабу Дієвої армії УНР.
Був інтернований польською владою. З 10 січня 1920 року — булавний старшина для доручень при командирі 4-ї стрілецької бригади Армії УНР.
З 24 квітня 1920 року у резерві старшин 2-ї запасної бригади, співробітник Військово-технічної управи Військового міністерства УНР.
З 9 листопада 1920 року — начальник штабу Технічних військ Армії УНР.
Навесні 1924 року переїхав до Львова, де працював інженером за фахом.
1925 року переїжджає до Праги. З 1 листопада 1925 року влаштовується у Празі штатним асистентом-лаборантом при катедрі фізики Українського педагогічного інституту ім. М. Драгоманова.
Помер у Празі. Похований на Ольшанському цвинтарі у могилі родини Сірополків (православний відділ II-18/429). 

## Родина
Сестра Ольга Митрофанівна Крицька була дружиною відомого українського математика Георгія Вороного.